# Klädesmal
Klädesmal (Tineola bisselliella) är en fjäril i familjen äkta malar som lever av hår, dun och fjädrar. Den betraktas som ett skadedjur eftersom den har en förkärlek för yllefibrer.

## Förökning och larvutveckling
Den optimala temperaturen för malens larvutveckling är 25° C. Honan kan lägga upptill 100 ägg, vita till färgen. Äggen kläcks efter några dagar. Den utkläckta larven spinner ett hölje runt sig. Avsikten är att förhindra uttorkning. Höljet täcks efterhand av fiberrester och av larvens avföring. Utvecklingen från ägg till fullvuxen fjäril kan ta från en månad till närmare ett år, mycket beroende på omgivningens temperatur. Larverna måste äta något komplement till ylle, exempelvis döda insekter eller organiskt material som matrester. 

## Som skadedjur
Klädesmalen var tidigare ett stort problem. Omfattningen av skadeverkningarna har minskat under 1900-talets senare del. Viktiga faktorer för att hämma malen har varit textilimpregnering med till exempel Mitin och Eulan, ökad användning av syntetiska klädesfiber samt ett torrare inomhusklimat. Malkulor av naftalen användes tidigare i stor utsträckning.
Man kan se på hålets form om det är en klädesmal- eller en pälsängerlarv som varit framme. Klädesmallarven biter av många textilfibrer för att ha till det rör den bor i och skapar därigenom ludd runt hålet. Pälsängerlarvens hål är däremot klart definierade.